# Combretum clarensis
Combretum clarensis är en tvåhjärtbladig växtart som beskrevs av C. C. H. Jongkind. Combretum clarensis ingår i släktet Combretum och familjen Combretaceae. Inga underarter finns listade i Catalogue of Life.